# Barnaba Rudge

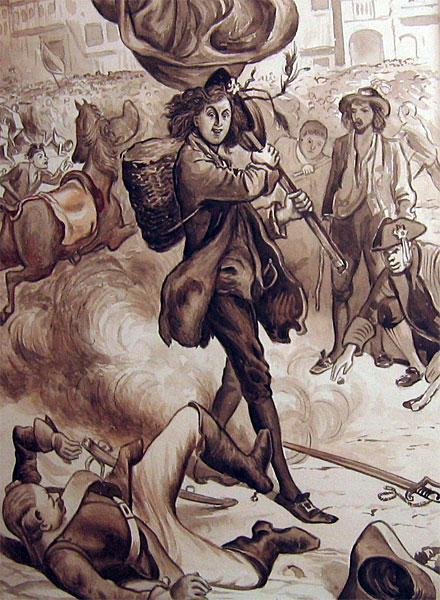
Ilustracja do powieści autorstwa Freda Barnarda

Barnaba Rudge (ang. Barnaby Rudge: A Tale of the Riots of 'Eighty) – powieść historyczna Karola Dickensa, publikowana w odcinkach w 1841 roku. Akcja utworu rozpoczyna się w roku 1775 i trwa aż do rozruchów, które miały miejsce w Londynie w 1780, kiedy to mieszkańcy stolicy spalili więzienie Newgate. 
Dickens podpisał ze swoim wydawcą Richardem Bentleyem umowę na napisanie powieści historycznej już w maju 1836 roku. Planowany utwór miał nosić tytuł Gabriel Varden, The Locksmith of London, a jego publikacja w comiesięcznych odcinkach miała się rozpocząć zaraz po zakończeniu wydawania Olivera Twista. Pracę nad utworem rozpoczął pisarz w 1839 roku, wtedy też zdecydował się ostatecznie na tytuł Barnaba Rudge. Prace posuwały się jednak bardzo wolno, z powodu nadmiaru zajęć, w które Dickens był zaangażowany, a także konfliktu i zerwania współpracy z Richardem Bentleyem. Ostatecznie powieść została ukończona w 1841 roku i wtedy też ukazywała się w cotygodniowych odcinkach przez firmę „Chapman and Hall”, w redagowanych przez pisarza zeszytach pt. Master Humphrey's Clock.